# RQP Bolivia
RQP Bolivia es una estación de radio que transmite desde la La Paz. Es una emisora radial boliviana que forma parte de la cadena de RQP Argentina.
Emitía los éxitos de todos los tiempos de parte de los artistas y bandas más importantes del electro-pop, y pop de la escena internacional.
En diciembre de 2018, RQP y Albavisión deciden eliminar progresivamente su música en inglés, dando paso al urbano.
Forma parte de la cadena internacional de radio que lleva su mismo nombre y que posee una central en RQP. Esta emite con una propuesta diferente al de la filial argentina, más cercana al pop y urbano.

## Historia

### Fundación como RCN
Luego de que Juan Carlos Costas junto con Raúl Garafulic fuera socio fundador de Paceña de Televisión (actualmente ATB), fundó Radio Cadena Nacional en 1991. Organizado por su propia cadena, la Pratel, fundada el 3 de enero de 1976, solia ofrecer en su mayoría programas deportivos y música latina.

### Compra de Albavisión (2013-2018)
En agosto de 2013, Albavisión adquirió el 100% de las acciones de Radio Cadena Nacional y en septiembre, RCN Bolivia fue disuelta y absorbida por Albavisión (a pesar de la existencia de la Ley de Telecomunicaciones, que prohibía que una empresa extranjera sea propietaria de más de 25%). Tras varios estudios de mercadeo y audiencia, se decidió lanzar una versión boliviana de RQP en su reemplazo, la cual empezó a transmitir pop. [cita requerida]
Albavisión aún mantenía la empresa como Radio Cadena Nacional S.A. en su forma legal, y por la cual se la compró a Juan Carlos Costas, fundador de la emisora.

### Cambio de programación (2018-Presente)
Tuvo la mayor cobertura en eventos dedicados a la música pop, hasta que en diciembre del 2018 deciden eliminar progresivamente su música en inglés, dando paso al urbano, aquello produjo que perdiera parte de su audiencia.
En 2020, se inauguró UPP TV, un canal digital para internet sobre programas producidos en sindicación o por productores independientes. Se estrenó luego RQP Live, programa de videos musicales conducido por Conny Calderon.